# Pysen
Pysen és un escull, el punt més meridional de Noruega. Administrativament l'escull és part del municipi de Mandal, al comtat d'Agder, al sud del país. Jostein Andreassen va descobrir al juliol de 1987 que el cap Pysen és el punt més austral de Noruega.